# Рэйнольдс, Пэм
Пэм Рэйнольдс Лаури (1956 — 22 мая 2010) — американская певица. В 1991 году во время нейрохирургической операции пережила опыт клинической смерти. Её описание околосмертных переживаний считается[кем?] одним из самых известных и хорошо задокументированных отчётов подобного рода в связи с уникальными обстоятельствами, окружавшими этот опыт. На протяжении всей операции, длившейся несколько часов, Рэйнольдс находилась под тщательным медицинским наблюдением. Часть времени её мозг бездействовал, и приток крови к нему отсутствовал, что привело к состоянию клинической смерти. Пэм успела сделать ряд наблюдений, точность которых была впоследствии подтверждена медицинским персоналом.
Этот известный случай околосмертных переживаний нередко считается[кем?] доказательством того, что человеческое сознание не исчезает и после смерти. Однако существует и критика подобной трактовки. См. раздел Критика.
Пэм умерла от сердечного приступа 22 мая 2010 года в больнице при Университете Эмори, Атланта, штат Джорджия.

## Диагноз и операция
По данным компьютерной томографии, в мозгу Рэйнольдс образовалась крупная артериальная аневризма, расположенная рядом с мозговым стволом. В связи с труднодоступностью аневризмы доктор Роберт Ф. Спецлер решил применить необычную хирургическую методику: операцию с остановкой сердца. Во время этой операции тело пациентки охлаждалось до 16 °C, принудительно останавливалось дыхание и сердцебиение, а кровь отводилась от головы. Глаза заклеивались лентой, а в уши вставлялись затычки с динамиками. Динамики издавали щелчки, позволяющие убедиться, что электроэнцефалограмма — плоская, то есть мозг не реагирует. Операция прошла успешно и Рэйнольдс полностью восстановилась.

## ОСП: часть 1
Во время операции, но до принудительной остановки сердца, Рэйнольдс услышала звук по высоте, соответствующий натуральному «ре». Ей казалось, что звук выталкивает её из тела. Затем она пережила ощущение полёта по операционной и увидела докторов, выполняющих операцию. Ясность сознания была выше, а зрение было более четким чем обычно. В этом состоянии она сделала ряд наблюдений:
- Она обратила внимание, что для трепанации черепа доктор использует дрель. Её это удивило, поскольку дрель напоминала электрическую зубную щетку, а не обычную пилу, как ей представлялось прежде. Позднее подтвердилось, что дрель, используемая доктором, действительно напоминает электрическую зубную щетку.
- Она услышала женский голос, произносящий: «У нас проблема. У неё слишком узкие артерии». Позднее подтвердилось, что сначала врачи пытались подсоединить аппарат искусственного кровообращения к правому лёгкому. Однако артерии оказались слишком маленькими, и им пришлось подсоединяться к левому лёгкому.

Эти примеры показывают, что во время операции Рэйнольдс могла слышать и видеть происходящее.

## ОСП: часть 2
В определённый момент она почувствовала чьё-то присутствие. Её стало притягивать к некоему источнику света. По мере приближения свет становился всё ярче. Она начала различать в этом свете фигуры: бабушку, дядю, других умерших родственников, а также неизвестных ей людей.
Чем дольше она находилась в этом состоянии, тем больше ей нравилось это. Однако ей напомнили, что пора возвращаться назад. Дядя подвёл Пэм к операционному столу. При виде собственного тела у неё отпало всякое желание возвращаться. Дядя пытался отговорить её, но она отказывалась. Затем её тело резко дёрнулось (была применена дефибриляция, чтобы вновь запустить сердце). Дядя подтолкнул её, и она оказалась в своём теле. По описанию Рейндольдс, момент возвращения напомнил ей прыжок в ледяную воду.

## Хронология
Далее представлена хронология событий, согласно книге «Свет и смерть» Майкла Сабома. Вся операция заняла около 7 часов, а состояние с остановленным сердцем длилось 1 час. События в операционной, которые Рэйнольдс смогла вспомнить (хирург, применяющий дрель для трепанации, и женский голос, говорящий, что её вены — слишком маленькие), случились до остановки сердца. Весь первый этап ОСП 1 часть 1 ОСП произошёл до принудительной остановки сердца. Часть 2 ОСП произошла во время или после остановки.
| Операция | ОСП |
| --- | --- |
| 7:15 Рэйнольдс переводят в операционную, она в сознании. | - |
| Рейонольдс вводят пентанол для общей анестезии. | - |
| Тело Рэйнольдс помещают на операционный стол. Её глаза залепляются лентой. В уши вставляются динамики. | - |
| В пищевод вставляют термистор для измерения внутренней температуры тела. На голове закрепляются электроды для проведения энцефалограммы. | - |
| 8:40 Все тело Рэйнольдс, за исключением головы и паха, покрывается стерильными простынями. | - |
| Спецлер начинает операцию, произведя скальпацию и вскрыв череп при помощи пилы Midas Rex. | ОСП Рэйнольдс начинается. Она слышит натуральное «ре». Ей кажется, что звук выталкивает её. Она смотрит вниз и видит операционную комнату. Она чувствует себя в полном сознании. Её зрение более четкое и ясное чем обычно. Она замечает, что голова побрита по-иному, чем она предполагала. Она видит пилу. Она напоминает электрическую зубную щетку, имеет углубление сверху у соединения пилы с ручкой и лезвия на головке. Она слышит, как пила заводится. Сначала пила издаёт относительно высокое гудение, которое неожиденно переходит в звук «ррррррр». |
| Спецлер удаляет костный лоскут из черепа. Над головой Рэйнольдс устанавливают микроскоп. В то же время, женщина (кардиохирург) находит правую бедренную артерию и вену в паховой области. Они оказываются слишком мелкими, чтобы справляться с потоками крови от аппарата искусственного кровообращения. По этой причине, для использования готовятся правая артерия и вена. | Рэйнольдс слышит женский голос, произносящий, что её вены и артерии слишком мелкие. |
| Спецлер исследует аневризму при помощи микроскопа. Он находит, что она и вправду очень велика. Принимает решение, что для выполнения операции необходима искусственная остановка сердца. | |
| 10:50 К телу Рэйнольдс присоединяется аппарат искусственного кровообращения. Её кровь охлаждается. | - |
| 11:00 Внутренняя температура Рэйнольдс — примерно 24 °C. Электрокардиограмма показывает нарушение функции сердца. | - |
| 11:05 Рэйнольдс получает большую дозу хлорида калия. Остановка сердца произведена. Мозговые волны становятся плоскими. Ствол головного мозга все более слабо реагирует на щелчки динамиков, всталенных в уши. | - |
| 11:20 Внутренняя темпаратура Рэйнольдс — примерно 16 °C. Ствол головного мозга больше не окликается на щелчки динамиков. Мозг отключён. | - |
| 11:25 Аппарат искусственного кровообращения отключают от тела. Операционный стол приподнимается со стороны головы и кровь отводится от тела Рэйнольдс. | Рэйнольдс чувствует, что её что-то притягивает, но вовсе не против её воли. Она поддается притяжению, потому что ей этого хочется. Чувствует, что её затягивает водоворот. Она попадает в яркий свет. Начинает различать несколько фигур, включая бабушку и дядю. Они предостерегают её от дальнейшего движения, поскольку иначе ей будет уже не вернуться в своё тело. |
| Спецлер удаляет аневризму. Аппарат искусственного дыхания снова включают и насосом закачивают нагретую кровь в тело Рэйнольдс. | - |
| Ствол головного мозга Рэйнольдс начинает откликаться на щелчки, издаваемые динамиками. На экране ЭЭГ начинает отображаться активность высших мозговых центров. | Умершие родственники чем-то «подпитывают» Рэйнольдс, однако не пищей, а каким-то сверкающим веществом. Она чувствует в себе новые силы. |
| 12:00 Возникает новая проблема: на мониторе начинает отображаться фибрилляция желудочков. Попытки устранить эту проблему при помощи дополнительного нагревания оказываются безуспешными. Электроды дефибриллятора располагают на груди Рэйнольдс и два раза подают импульс. Это решает проблему.                                                                             | Дядя Рэйнольдс выводит её из туннеля. Она видит своё тело, но не хочет туда возвращаться. Оно выглядит мёртвым и пугает её. Дядя подталкивает её. Само тело притягивает её. При возвращении в тело ей кажется, что она прыгнула в бассейн с ледяной водой. |
| 12:32 Температура тела Рэйнольдс 32 °C. Аппарат искусственного дыхания отключен. Приборы отсоединяют от тела. Помощник Спецлера проводит завершающие процедуры. Начинает играть музыка. | Рэйнольдс приходит в себя и слышит песню «Отель Калифорния». |

## Критика
ОСП Рэйнольдс иногда трактуются как доказательство жизни после смерти. Критики приводят ряд возражений против подобного толкования.
Когда Рэйнольдс слышала, что её вены слишком малы, она была в состоянии анестезии. Однако нет доказательств, что при этом она была полностью без сознания. Таким образом, её «околосмертные переживания» начались задолго до клинической смерти, и, часть её видений, можно объяснить воздействием лекарств. Возможно, её переживания на самом деле имели место до или после искусственной остановки сердца, когда она была ещё в состоянии общей анестезии и её мозг действовал.
Впрочем, это не объясняет, как Рэйнольдс могла описать хирургический инструмент, который она никогда прежде не видела.
Критики также указывают, что мониторинг при помощи осцилографа не является полностью достоверным. Иногда приборы не регистрируют активность мозга (хотя доказательств неисправности оборудования тоже нет). Затычки также не являются идеальным средством, ограждающим от внешних звуков. Люди с такими затычками способны кое-что слышать.. Однако, затычки, используемые при операции Рэйнольдс, ещё и издавали короткие «бипы».